# Manuel Ferradás Campos
Manuel Enrique Ferradás Campos, fue periodista teatral y deportivo, de gran trayectoria radial. Fue letrista de tango y autor de radioteatros, como  Rebelión en las Malvinas. Fue miembro de la comisión directiva de la Asociación de Periodistas de la Televisión y la Radiofonía Argentinas, cuando en 1959 se crea el premio a los mejores programas de radio y televisión. Fue él quién propuso en 1960 que se lo llamara "Martín Fierro", y así se lo llama desde entonces, al premio más importante de esos medios.[cita requerida]

## Tangos y canciones
- Diez años (Música: Pascual De Gregorio / Cayetano Puglisi)
- El poema en gris (Música: Eduardo Pereyra)
- Embrujamiento (Música: Ricardo Malerba / Dante Smurra)
- Nieve (Música: Agustín Magaldi)
- Se marchita un clavel (Música: José Tinelli)
- Será una noche (Música: José Tinelli)